# Harry Allen
Harry Allen (Washington, 12 oktober 1966) is een Amerikaanse jazz-tenorsaxofonist.

## Levensloop
Allen werd op de middelbare school bekend door zijn talent om deuntjes zoals Body and Soul te spelen in de stijl van tenorsaxofonisten als Coleman Hawkins, Ben Webster, Flip Phillips en Sam Donahue. Hij is een traditionalist op de manier van Scott Hamilton en vooral bekend geworden vanwege zijn werk met John Colianni, Dori Caymmi, Keith Ingham, John Pizzarelli en Bucky Pizzarelli.
Allens vader, Maurice, was een bigbanddrummer. Tijdens Allens jeugd liet zijn vader hem vaak naar muziek luisteren, onder meer naar opnamen van tenorsaxofonist Paul Gonsalves, die een blijvende indruk op Allen maakten. Daarna werd hij tijdens zijn middelbareschooltijd beïnvloed door opnamen van Scott Hamilton. Allen studeerde in 1988 af aan de Rutgers University.
Allen is wel een van de "beste levende exponenten van de swingtenorsax" genoemd en is beschreven door C. Michael Bailey als "de 'Frank Sinatra' van de tenorsaxofoon: een meester in het uitvoeren van jazzstandards".

## Discografie

#### Als bandleider
- Someone to Light Up My Life (Mastermix)
- I Know That You Know (Mastermix)
- A Little Touch of Harry (MasterMix, 1997)

#### Als muzikant
- Harry Allen Plays Ellington Songs (RCA Victor, 2000), met het Bill Charlap Trio
- Day Dream (BMG, 1998), met het Tommy Flanagan Trio
- Guess Who's in Town (Arbors), met Daryl Sherman
- Restless (Arbors), met Joe Cohn
- Harry Allen-Joe Cohn Quartet met Rebecca Kilgore & Eddie Erickson: Guys and Dolls (Arbors)
- Quietly There (Stunt), met Jan Lundgren

- Bibsys: 7004211
- Bibliothèque nationale de France: cb14149185c (data)
- Gemeinsame Normdatei: 135107865
- International Standard Name Identifier: 0000 0000 8012 2585
- Library of Congress Control Number: n94038655
- MusicBrainz: 2c7c6d82-73d3-454a-a4e0-94eb85b24393
- Nationale Bibliotheek van Tsjechië: xx0232078
- Réseau des bibliothèques de Suisse occidentale: 02-A009322487
- Istituto Centrale per il Catalogo Unico: TSAV608882
- Système universitaire de documentation: 162337124
- Virtual International Authority File: 107040962
- WorldCat: E39PBJh8H9DXyfPHvmQ9h3vGpP